# Джек Сваггер
Джейкоб «Джейк» Хагер (англ. Jacob «Jake» Hager) — американський професійний реслер. Народився 24 березня 1982 в Перрі, Оклахома. На даний момент виступає як реслер в федерації AEW під іменем Джек Хагер а також як боєць змішанного стилю він підписаний до федерації Bellator MMA, де він змагається у важкій вазі.

## Дебют
До приходу на RAW, Джейкоб виступав у підрозділі WWE Florida Championship Wrestling, де став останнім Південним чемпіоном у важкій вазі і довше всіх залишався чемпіоном Флориди у важкій вазі. У WWE Хагера «відкрив» відомий коментатор Джим Росс. Згодом Сваггер став чемпіоном ECW у важкій вазі, перемігши Метта Харді. 26 квітня 2009 року програв пояс Крістіану в поєдинку один на один.

## Чемпіон світу у важкій вазі
28 березня 2010 року Джек Сваггер став переможцем матчу «Зірви Банк» на супершоу РеслМанія 26. 2 квітня на черговому випуску SmackDown, скориставшись своїм правом на поєдинок з чемпіоном світу у важкій вазі в будь-який час і будь-якому місці, відібрав пояс у Кріса Джеріко і став новим чемпіоном. На наступному супершоу Extreme Rules він захистив свій титул у матчі проти Ренді Ортона. Через кілька тижнів на Over the Limit Джеку треба було захистити свій пояс від Біг Шоу, який перейшов на арену SmackDown після драфту. 7 травня 2010 року на шоу SmackDown Біг Шоу провів чокслем Сваггеру на коментаторський стіл, тим самим підкресливши серйозність своїх намірів на найближче супершоу. На Over the Limit Біг Шоу виграв по дискваліфікації, але так як таким чином виграти чемпіонство неможливо, титул залишився у Сваггера. Але на шоу Fatal 4 Way в чотирьохсторонньому поєдинку між Сваггером, СМ Панком, Біг Шоу і Реєм Містеріо титул дістався останньому. Містеріо у реванші на Money in the Bank зумів перемогти Сваггера, але програв Кейну, що реалізував виграний кейс того вечора. У тристоронньому поєдинку за інтерконтинентальний титул Сваггер теж програв.

## Чемпіон США
Майкл Коул повідомив, що Сваггер буде його особистим тренером до сутички з Джеррі «Королем» Лоулером. Коул виграв у Лоулера двічі, а згодом він почав ображати Джека Сваггера, і той відмовився тренувати свого підопічного. На Capitol Punishment програв Евану Борну. На Night of Champions програв у чотирьохсторонньому поєдинку за титул чемпіона США Алексу Райлі, Джону Моррісону і Дольфу Зігглеру, який захистив титул не без часткової допомоги самого Сваггера. Після цього Віккі Герреро, менеджер Зігглера, зуміла об'єднати їх в команду. На Hell In a Cell Джек Сваггер і Дольф Зіглер змагалися з Еваном Борном і Кофі Кінгстоном за титул командних чемпіонів WWE, але програли. Пізніше Джек і Дольф знову отримали тайтл-шот, який був невдало реалізований на арені Vengeance (2011), а відразу після командного бою напарник Сваггера Дольф Зігглер захистив титул чемпіона Сполучених Штатів від Зака Райдера. 20 листопада разом із Дольфом виступав у команді Барретта на Survivor Series, де його команда перемогла. 18 січня 2012 на арені RAW SuperShow Джек переміг Зака Райдера і став чемпіоном Сполучених Штатів. На супершоу Elimination Chamber переміг Джастіна Гебріела і тим самим захистив свій титул. Незабаром на арені RAW SuperShow програв свій титул чемпіона США Сантіно Мареллі. Після численних спроб Сваггер його так і не повернув.

## Повернення
У 2013 році після тривалої відпустки Джек повернувся і відразу отримав матчі на аренах RAW і SmackDown, і вдало виступив у них. Також він виграв змагання на Elimination Chamber, і тим самим отримав претендентство на поєдинок за пояс чемпіона світу у важкій вазі на РеслМанії 29. Далі Джек здійснював напади на Альберто Дель Ріо і Рікардо Родрігеса, останньому навіть зламав щиколотку, мотивуючи це тим, що вони емігранти, і що через них США стає більше не американською країною, а емігрантською. На РеслМанії 29 Джек Сваггер програв Альберто Дель Ріо.
AEW  All Elite Wrestling (2019 – теперішній час)
2 жовтня 2019 року Хагер дебютував у "All Elite Wrestling" (AEW) у вступному епізоді "Dynamite". в головній події, яку очолював Кріс Джеріко, згодом він утворив нову фракцію з Геварою, Сантаною та Ортісом під назвою "Внутрішнє коло" (INNER CIRCLE). Його дебютний матч в складі Inner Circle за AEW відбувся 29 лютого 2020 року на Revolution, де він переміг Дастіна Родоса.
Кар'єра змішаних єдиноборств

## Bellator MMA (2017 – сьогодні)
13 листопада 2017 року Хагер оголосив, що підписав контракт з Bellator MMA у складі їх дивізіону у важкій вазі.
3 грудня 2018 року було оголошено, що Хагер дебютує проти J.W. Кізера у Bellator 214. [155] Хегер виграв поєдинок больовим на другій хвилині першого раунду.
В своєму другому поєдинку Хагер зіткнувся з T.J. Джонсом 11 травня 2019 року на Bellator 221. Він знову виграв поєдинок за допомогою ручного-трикутника в першому раунді. Після поєдинку виникли виникли суперечки, оскільки Хагер кілька секунд тримав задушливий прийом, вже після того, як Джонс уже постукав і суддя прийшов, щоб зупинити бій. Глядачі освистували Хагера, поведінка якого також розлютила рефері.

| Res. | Record  | Opponent        | Method                          | Event        | Date             | Round | Time | Location                               | Notes |
| ---- | ------- | --------------- | ------------------------------- | ------------ | ---------------- | ----- | ---- | -------------------------------------- | ----- |
| NC   | 2–0 (1) | Anthony Garrett | NC (accidental groin strike)    | Bellator 231 | October 25, 2019 | 1     | 1:56 | Uncasville, Connecticut, United States |       |
| Win  | 2–0     | T.J. Jones      | Submission (arm-triangle choke) | Bellator 221 | May 11, 2019     | 1     | 2:36 | Rosemont, Illinois, United States      |       |
| Win  | 1–0     | J.W. Kiser      | Submission (arm-triangle choke) | Bellator 214 | January 26, 2019 | 1     | 2:09 | Inglewood, California, United States   |       |

## У реслінгу
- Фінішер
  - Patriot Lock
- Улюблені прийоми
  - Abdominal stretch
  - Double chickenwing
  - Big boot
  - Chop block
  - Double leg takedown
  - Football tackle to the opponent's knees
  - Leg drop
  - Multiple suplex variations
  - Side belly to belly
  - Vertical
  - Wheelbarrow
  - Oklahoma Stampede
  - Running knee lift to a cornered opponent
  - Shoulderbreaker[
  - Swagger Bomb
- Музичні теми
  - «Get on Your Knees» від Age Against the Machine
  - «Patriot» від CFO$

## Титули і досягнення
- Florida Championship Wrestling
  - FCW Florida Heavyweight Championship (1 раз)
  - FCW Southern Heavyweight Championship (1 раз)
- Pro Wrestling Illustrated
  - PWI ставить його під № 18 в списку 500 найкращих бійців 2009 року
- World Wrestling Entertainment
  - Чемпіон світу у важкій вазі (1 раз)
  - Чемпіон США (1 раз)
  - Чемпіон ECW (1 раз)
  - Інтерконтинентальний чемпіон WWE (1 раз)
  - Mr. Money in the Bank (2010)